# Ochyrotica buergersi
Ochyrotica buergersi là một loài bướm đêm thuộc họ Pterophoridae. Nó được tìm thấy ở New Guinea, New Britain và Santa Isabel.